# 日本の路地を旅する
『日本の路地を旅する』（にほんのろじをたびする）は、ノンフィクション作家上原善広の著書。大宅壮一ノンフィクション賞受賞作。

## 概要
作家の中上健次は被差別部落を「路地」と呼んだ。大阪府松原市南新町（更池）という被差別部落出身の上原が13年間にわたって日本全国の500以上の路地（被差別部落）を訪ね歩いたノンフィクションである。2010年、第41回大宅壮一ノンフィクション賞を受賞する。